# Santuario del Santissimo Crocifisso (Boca)
Il santuario del Santissimo Crocifisso è un grande santuario situato nel comune piemontese di Boca, tra le colline novaresi, in provincia e diocesi di Novara. È una basilica minore.
L'edificio religioso è situato a fianco dello Strona, a quota 395 m. È raggiungibile in auto da Boca o da Grignasco seguendo la SP 32 Boca-Grignasco

## Storia
La fondazione del santuario è collegata alla morte violenta di due coniugi locali a seguito della quale sarebbe stata eretta, nel XVII secolo, una parete affrescata con l'immagine del crocefisso, in seguito trasformata in una piccola cappella.
Questa venne ampliata nella seconda metà del Settecento a seguito di alcune guarigioni miracolose, la prima delle quali risalirebbe al 1763. Gli eventi miracolosi si ripeterono ed ancora oggi il santuario custodisce una ricca galleria di ex voto.
L'afflusso di pellegrini rese presto insufficiente la costruzione così che nel 1819 ne venne deciso un ulteriore ampliamento, del quale fu inizialmente affidata la progettazione all'ingegnere novarese Giovanni Agnelli. Il progetto prevedeva la deviazione dell'alveo dello Strona, che venne effettuata anche basandosi sul lavoro volontario di molti abitanti della zona.
Per la continuazione dei lavori fu poi scelto un giovane architetto nativo di Ghemme, l'allora ventiduenne Alessandro Antonelli, il quale riscrisse il progetto proponendo un edificio maestoso in stile neoclassico. I lavori procedettero piuttosto lentamente e furono ostacolati da difficoltà tecniche, economiche ed anche da alcune incomprensioni con la popolazione di Boca. Composte queste ultime la costruzione proseguì e il cantiere sopravvisse alla morte del grande architetto, avvenuta a Torino nel 1888. Il figlio Costanzo prese in mano la direzione dei lavori e le strutture del santuario vennero completate attorno alla fine dell'ottocento, sia pure in modo non del tutto conforme al progetto originario. 
Il 30 agosto del 1907 avvenne però un fatto imprevisto che interruppe i lavori di abbellimento e completamento dell'opera: a causa di un terribile nubifragio un grave crollo lesionò infatti pesantemente la fiancata sinistra del santuario. I lavori di restauro proseguirono per decenni subendo una interruzione dovuta agli eventi bellici. Nel 1942 il santuario fu danneggiato da un bombardamento aereo, questa volta però in modo non particolarmente grave. All'inizio degli anni Settanta le principali opere strutturali possono dirsi concluse con il completamento dello scalone frontale.

Nel 1987 il santuario è stato inserito nel Parco naturale del Monte Fenera.
Il 3 gennaio 2012 la Congregazione per il culto divino e la disciplina dei sacramenti ha proclamato il santuario basilica minore, mentre il 16 settembre 2012 il vescovo di Novara Franco Giulio Brambilla ha effettuato la proclamazione solenne.

## Celebrazioni principali
Il santuario è meta tutti gli anni dei pellegrinaggi di varie parrocchie non solo della zona circostante ma di tutto il Piemonte. Ad inizio giugno si celebra la giornata annuale del malato, a settembre quella dell'esaltazione della croce.

## Escursionismo
Dal santuario partono alcuni interessanti itinerari escursionistici che consentono di esplorare i rilievi prealpini dell'alta provincia di Novara quali il monte Lovagone, la Croce del Teso e, in generale, la bella zona viticola delle colline di Boca, dove si produce l'omonimo e pregiato vino
Numerose le possibilità anche per gli amanti della mountain bike.

## Galleria d'immagini

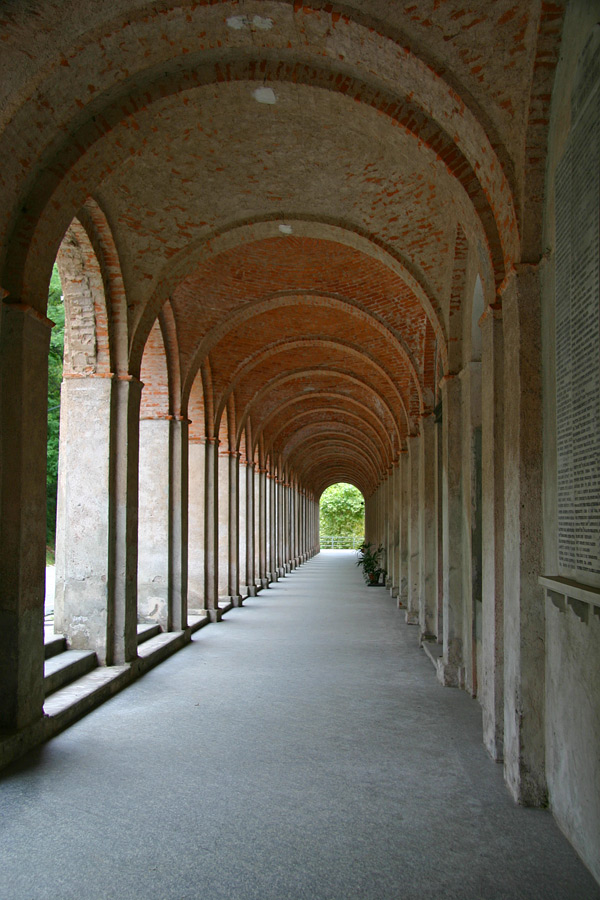
Porticato periferico del santuario
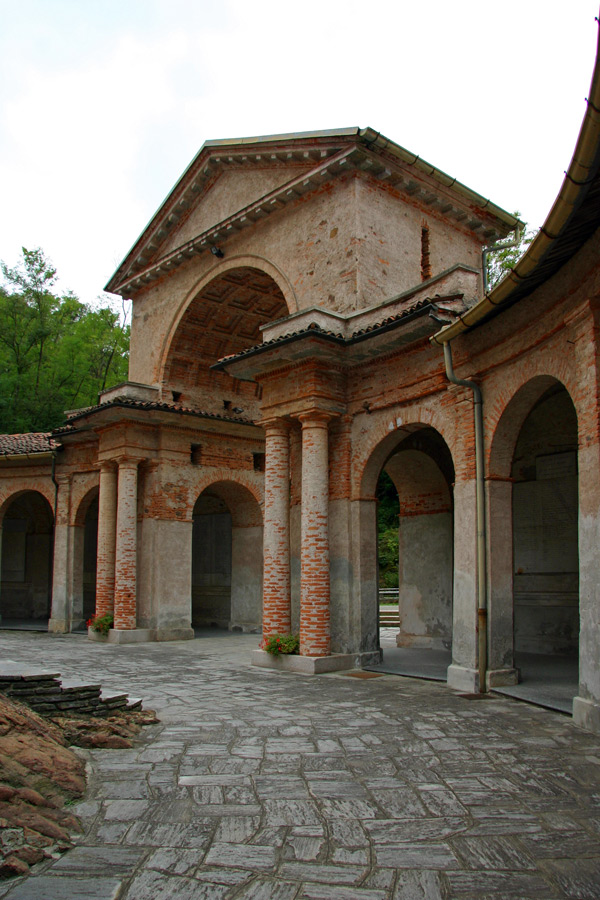
Ingresso al cortile retrostante
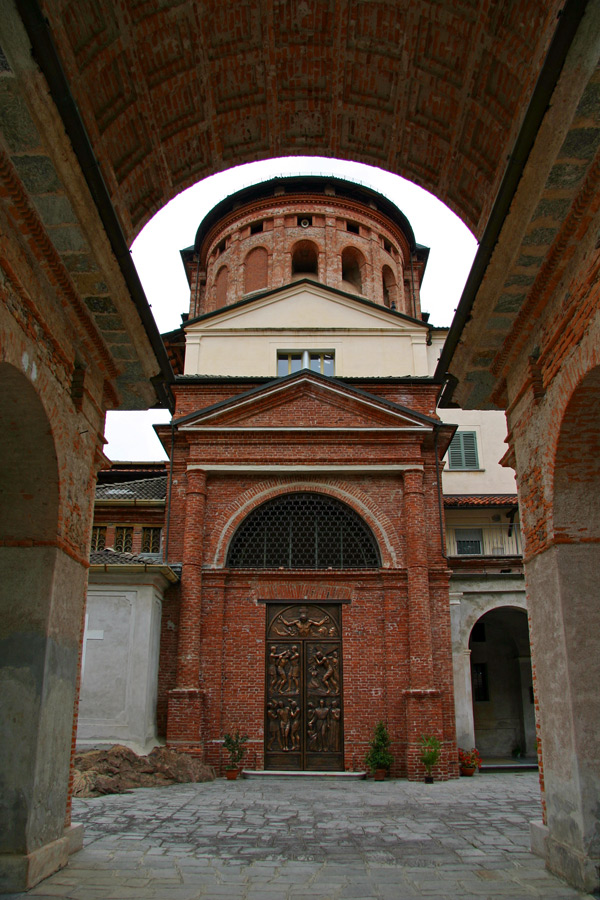
Retro del santuario